# Henutsen
Henutsen var en oldegyptisk dronning, der tilhørte det fjerde dynasti. Hun var datter af faraoen Sneferu og levede omkring 2600-2500 f.v.t. Hun blev dronning, da hun giftede sig med sin ældre halvbror, Khufu, kendt under sit hellenske navn Keops.
| H | W24 · t | s | n |

| H | W24 · t | s | n |

Henutsens pyramide kaldes G 1c og ligger lige sydøst for Keops' store pyramide i Giza Nekropolis.